# Akakios Kachiasvilis
Akakios Kachiasvilis (griechisch Ακάκιος Καχιασβίλης), geboren als Kachi Kachiaschwili (georgisch კახი კახიაშვილი), (* 13. Juli 1969 in Zchinwali, Georgische SSR) ist ein ehemaliger griechischer Gewichtheber, der für zwei verschiedene Nationen Olympiagold gewann.

## Persönliches
In Georgien mit griechischen Wurzeln mütterlicherseits geboren (siehe Griechische Minderheit in Georgien) trat Kachiasvilis zuerst für die Sowjetunion an, bevor er 1992 unter der Flagge des Vereinten Teams an den Olympischen Spielen teilnahm. 1993 und 1994 startete Kachiasvilis dann für Georgien, bevor er 1994 letztendlich die griechische Staatsbürgerschaft annahm.

## Sportliche Karriere
Mit jeweils einer Goldmedaille bei den Olympischen Spielen 1992 und 2000 im Mittelschwergewicht und 1996 im Schwergewicht, sowie drei Weltmeistertiteln 1995, 1998 und 1999 zählt Kachiasvilis zu einem der erfolgreichsten Gewichtheber aller Zeiten.
Seine internationale Karriere begann Kachiasvilis mit der Europameisterschaft 1992 in Szekszárd, wo der bis dato eher unbekannte Heber mit 400 kg im Zweikampf (175,0 kg/225,0 kg) im Mittelschwergewicht bis 90 kg den ersten Platz belegte. So galt er auch für die Olympischen Spiele 1992 als Medaillenkandidat und bestätigte dies mit 412,5 kg im Zweikampf. Nachdem er das Reißen mit 177,5 kg beendet hatte, lag er 12,5 kg hinter dem Russen Sergei Syrzow zurück, fing diesen dann im Stoßen unter Einstellung des Weltrekords mit 235,0 kg noch ab und gewann letztendlich aufgrund des geringeren Körpergewichts.
Nach der Umstellung der Gewichtsklassen betrug Kachiasvilis Limit nun 91 kg. Hier startete er erstmals bei der EM 1993 in Sofia, auf der er 402,5 kg erzielte (180,0 kg/222,5 kg). Konnte er hier noch den Zweitplatzierten um 12,5 kg deklassieren, reichte dasselbe Ergebnis bei der WM im selben Jahr nur für den zweiten Platz. Erster wurde Iwan Tschakarow mit 407,5 kg, dritter Anatoli Chrapaty mit 395,0 kg.
Auch bei der EM 1994 und bei der WM 1994 musste sich Kachiasvilis mit dem zweiten Platz begnügen. Beides mal verwies ihn der Russe Alexei Petrow von Rang eins. Erst zur EM im Mai 1995 in Warschau konnte Kachiasvilis sich wieder behaupten und gewann mit 407,5 kg und 20 kg Abstand zum Zweitplatzierten. Im November zur WM startete er dann bereits im 1. Schwergewicht bis 99 kg und erzielte hier ebenso wie der Zweite Sergei Syrzow 410,0 kg, wog aber weniger, was ihm Gold brachte.
Im April 1996 trat Kachiasvilis bei den Europameisterschaften in Stavanger an und hob hier insgesamt 392,5 kg. Doch schon zu den Olympischen Spielen im Juli konnte er sich auf 420,0 kg (185,0 kg/235,0 kg) steigern und gewann somit sein zweites olympisches Gold vor Anatoli Chrapaty mit 410,0 kg und Gotfrid mit 402,5 kg.
Nachdem er 1997 an keinen internationalen Wettkämpfen teilgenommen hatte, bestritt er 1998 die EM in Riesa nun im neuen Mittelgewicht bis 94 kg. Mit 380,0 kg im Zweikampf erreichte er den dritten Platz hinter Chakarow und Caruso, der sich alle drei Goldmedaillen sicherte.
Sein Formtief hatte er jedoch zur Weltmeisterschaft im selben Jahr überwunden, erzielte dort erneut 400,0 kg und gewann Gold vor Caruso mit 395,0 kg und Leonidas Kokas mit 392,5 kg.
1999 musste er den ersten Platz der Europameisterschaft zwar an den Polen Szymon Kołecki abtreten, verwies ihn aber zur WM im selben Jahr mit 412,5 kg zu 405,0 kg auf den zweiten Platz.
Bei seinen nunmehr dritten Olympischen Spielen 2000 in Sydney konnte sich Kachiasvilis nach 185,0 kg im Reißen mit 220,0 kg im Stoßen aufgrund seines geringeren Körpergewichts die Goldmedaille sichern. Zweiter wurde Kolecki mit 405,0 kg, dritter Petrow mit 402,5 kg.
Mit dem Ziel als einziger Gewichtheber vier olympische Goldmedaillen zu gewinnen, versuchte er ein Comeback zu den Olympischen Spielen 2004 im eigenen Lande. Die erste Station hierfür bildete die EM 2003 in Loutraki, wo er nach 177,5 kg im Reißen und somit einem fünften Platz, nicht mehr zum Stoßen antrat. Auch bei der EM 2004 in Kiew konnte er sich nicht durchsetzen und belegte mit 392,5 kg im Zweikampf (177,5/215,0 kg) den vierten Platz. Zu den Olympischen Spielen stieg Kachiasvilis dann mit 180,0 kg im Reißen ein, welche er erst im zweiten Versuch bewältigten konnte, und brachte dann auch seinen letzten Reißversuch mit 185,0 kg nicht zur Hochstrecke. Im Stoßen plante er mit 220,0 kg in den Wettkampf einzusteigen, konnte aber mit drei ungültigen Versuchen keine Zweikampfwertung einbringen.

## Persönliche Bestleistungen
- Reißen: 188,0 kg bei der Weltmeisterschaft 1999 in Athen in der Klasse bis 94 kg (aktueller Weltrekord).
- Stoßen: 235,0 kg bei den Olympischen Spielen 1992 in Barcelona in der Klasse bis 90 kg.
- Zweikampf: 413,0 kg (188,0/225,0 kg) bei der Weltmeisterschaft 1999 in Athen in der Klasse bis 94 kg (aktueller Weltrekord mit 412,0 kg).
- Zweikampf: 420,0 kg (185,0/235,0 kg) bei den Olympischen Spielen 1996 in Atlanta in der Klasse bis 99 kg.